# Завод металургійного кремнію в Караганді
Завод металургійного кремнію в Караганді – казахське підприємство, розташоване в індустріальній зоні на північно-східній околиці міста Караганда.
Завод потужністю 24 тисячі тон металургійного кремнію на рік став до ладу в 2010-му. Він має власне джерело сировини – розташоване в Улутауській області родовище жильного кварцу Актас із запасами у 4 млн тон, з якого планується щорічно видобувати 72 тисячі тон кварцу.
Вже у 2012-му завод зупинили через суперечку щодо ціни на електроенергію та заборгованість перед «Банком розвитку Казахстану». Підприємство перейшло під контроль зазначеного банку та в підсумку стало власністю державного інвестиційного фонду «Самрук-Казина» (через компанію «Tau-Ken Temir»). При цьому в 2014 та 2015 роках змогли відновити роботу обох печей.
На початку 2020-х завод знову зупинили, на цей раз через несприятливу ринкову ситуацію, зокрема, введення тарифних обмежень на ринку США, куди постачалась більшість продукції.
В 2023-му анонсували наміри відновити виробництво до кінця року.